# Share the light
「Share the light」（シェア・ザ・ライト）は、Run Girls, Run!の6枚目のシングル。2019年11月27日にDIVE II entertainmentから発売された。規格品番はCD+Blu-ray盤がEYCA-12731/B、CD盤がEYCA-12732。

## 概要
本シングルの表題曲の『Share the light』は、テレビアニメ『アサシンズプライド』の、また、2曲目に収録されている『キラリスト・ジュエリスト』はRun Girls, Run!のメンバーがメインキャストを担当しているテレビアニメ『キラッとプリ☆チャン』のそれぞれのオープニングテーマである。Run Girls, Run!としては初めて3曲を収録したシングルであるが、その3曲目の『スノウ・グライダー』を含め、すべてMONACAに所属する作曲家が作曲と編曲を担当している。作詞はすべて只野菜摘である。

## 解説

### Share the light
『Share the light』は2019年10月10日からAT-Xで、同日深夜からはTOKYO MX他で放送の始まったテレビアニメ『アサシンズプライド』のオープニングテーマである。なお、1話では使用されておらず、10月17日に放送された第2話から使用された。
2019年8月4日に開催されたRun Girls, Run!の2周年記念ライブ「Run Girls, Run! 2nd Anniversary LIVE 1.2.3ジャンプ!!!」において、同年10月から放送されるテレビアニメ『アサシンズプライド』のオープニングテーマをRun Girls, Run!が担当することが発表された。
この発表に先立つ2019年7月31日にAT-X、8月2日（1日深夜）にTOKYO MXで放送された『Run Girls, Run!のらんがばん!』の第5話『MONACA夏の音楽教室』の前編において、Run Girls, Run!のメンバー3人が作曲家の田中秀和と広川恵一の元へ赴き、音楽の基礎知識を学ぶ模様が放送された。さらに、翌週放送された後編では3人が田中秀和へ新曲を依頼している。
ライブでの初披露は2019年10月19日に開催された『Re:animation Special in 仙台アニメフェス』だった。
本曲は音楽作家がアニメソングをレビューするプロジェクト「アニソン派！」の「2019年総まとめ！アニソン派！的おすすめ最新アニソンアワード」の1つに選出され、音楽ユニットlivetuneのkzはフューチャーコアに寄った内容と指摘している。

#### ミュージックビデオ
太陽や月などの自然の光が存在しない世界を舞台とした『アサシンズプライド』の世界観に沿って、暗い雰囲気の教会を舞台にした映像となっている。
ミュージックビデオの撮影の模様は2019年8月21日にAT-X、8月23日（22日深夜）にTOKYO MXで放送された『らんがばん!』第8話の「全日本らんがちゃんを見守る会」で紹介されている。なお、このオフショットの映像の冒頭にて撮影日は7月21日であると明かされている。
同年9月11日にはAT-Xで、13日（12日深夜）にはTOKYO MXで放送された『らんがばん!』第11話にてミュージックビデオ撮影時のエピソードや楽曲について3人が語り、続いて完成したミュージックビデオのショート版が放送された。放送直後にはYouTubeでも公開された。
フルバージョンのミュージックビデオは11月27日に発売されたCD+Blu-ray盤に収録された。ダウンロード販売はされておらず、試聴用のショート版のみがYouTubeにて公開されていたが、2020年4月1日にフルサイズのものがYouTubeにて無料で公開された。

### キラリスト・ジュエリスト
『キラリスト・ジュエリスト』は2019年10月6日に放送された『キラッとプリ☆チャン』第78話からオープニングテーマとして使用されている。『キラッとプリ☆チャン』では2018年4月放送開始の第1シーズンからRun Girls, Run!がオープニングテーマを担当しており、本曲が5曲目となっている。作詞は只野菜摘、作曲・編曲はMONACAの広川恵一であり、ベースレコーディングにUNISON SQUARE GARDENの田淵智也が、ドラムレコーディングで金川卓矢が参加している。なお、原作となるアーケードゲーム版では使用されていない。
なお、同日からエンディングテーマも新曲『Brand New Girls』に変わっており、歌はRun Girls, Run!のメンバー同じ林鼓子、厚木那奈美、森嶋優花が担当しているが、『キラッとプリ☆チャン』のメインキャラクターである桃山みらい、青葉りんか、紫藤めるの名義のキャラクターソング扱いとなっていて、本シングルには収録されておらず、番組内での使用期間中にCDや配信で発売されることもなかった。その後、2020年6月24日に発売されたCDアルバム『キラッとプリ☆チャン♪ミュージックコレクション Season.2』で初音源化となった。
ライブでの初披露は『Share the light』と同様、2019年10月19日に開催された『Re:animation Special in 仙台アニメフェス』だった。そして、その翌日の2019年10月20日、『キラッとプリ☆チャン』第80話の放送終了直後に試聴動画が公開された。

### スノウ・グライダー
デビューシングル『スライドライド』のカップリング曲『サクラジェラート』、3枚目のシングル『Go! Up! スターダム!』のカップリング曲『秋いろツイード』に続く、四季をテーマにしたRun Girls, Run!の楽曲の3曲目である。前2曲と同様、作詞は只野菜摘、作曲・編曲はMONACAの石濱翔のコンビによるものである。
2019年10月17日、『アサシンズプライド』第2話が放送される直前に曲名と制作スタッフが発表され、同時に試聴動画が公開された。
ライブででの初披露は、2019年11月24日に開催された『Run Girls, Run! 2nd Anniversary LIVE 1.2.3ジャンプ!!! in 京都』だった。

## プロモーション
2019年11月16日に東京、12月8日に京都でリリースイベントが開催される。また、2019年10月11日に開催された厚木那奈美のバースデーイベントも本シングルのリリースイベントの一環である。

## シングル収録内容
| 全作詞: 只野菜摘。 |                                            |           |                   |      |
| #                  | タイトル                                   | 作詞      | 作曲・編曲        | 時間 |
| 1.                 | 「Share the light」                        | 只野菜摘  | 田中秀和 (MONACA) | 4:06 |
| 2.                 | 「キラリスト・ジュエリスト」               | 只野菜摘  | 広川恵一 (MONACA) | 4:48 |
| 3.                 | 「スノウ・グライダー」                     | 只野菜摘  | 石濱翔 (MONACA)   | 4:16 |
| 4.                 | 「Share the light」(Instrumental)          | 只野菜摘  |                   | 4:05 |
| 5.                 | 「キラリスト・ジュエリスト」(Instrumental) | 只野菜摘  |                   | 4:47 |
| 6.                 | 「スノウ・グライダー」(Instrumental)       | 只野菜摘  |                   | 4:14 |
| 合計時間:          | 合計時間:                                  | 合計時間: | 26:16             |      |

| #         | タイトル                         | 作詞 | 作曲・編曲 | 時間 |
| --------- | -------------------------------- | ---- | ---------- | ---- |
| 1.        | 「Share the light」(Music Video) |      |            | 4:18 |
| 合計時間: | 合計時間:                        | 4:18 |            |      |

## 他収録CD
Share the light
- アサシンズプライド オリジナルサウンドトラック（2020年）TV size版を収録
- Run Girls, World!（2020年）CD+Blu-ray盤にはミュージック・ビデオも収録

キラリスト・ジュエリスト
- キラッとプリ☆チャン♪ミュージックコレクション Season.2（2020年）TV size版を収録。DX版にはTVアニメ『キラッとプリ☆チャン』でのノンテロップオープニング映像も収録